# Carya palmeri
Carya palmeri är en valnötsväxtart som beskrevs av Jacob Warren Manning. Carya palmeri ingår i släktet hickory, och familjen valnötsväxter. Inga underarter finns listade i Catalogue of Life.